# Internationale Hockey-Liga
Die Internationale Hockey-Liga (russisch Межнациональная хоккейная лига/Meschnazionalnaja Chokkejnaja Liga; oft auch International Hockey League, kurz IHL oder MHL) war zwischen 1992 und 1996 die höchste Spielklasse der Gemeinschaft Unabhängiger Staaten (GUS) im Eishockey.

## Geschichte
Die Internationale Hockey-Liga löste zur Saison 1992/93 die Eishockeymeisterschaft der GUS ab, die ein Jahr zuvor die Eishockeymeisterschaft der UdSSR abgelöst hatte. Nach der vierten Spielzeit 1995/96 wurde der Ligabetrieb eingestellt. An die Stelle der IHL trat daraufhin die Superliga, die nach zwölf Jahren im Sommer 2008 durch die Kontinentale Hockey-Liga abgelöst wurde.
In den vier Jahren des Bestandes der Liga teilten sich der Hauptstadtklub HK Dynamo Moskau und der in Zeiten der Sowjetunion eigentlich erfolglose HK Lada Toljatti die vier ausgespielten Meisterschaften sowie zwei Pokalsiege komplett unter sich auf.

## Titelträger
| Saison  | Teilnehmer | Meister          | Vizemeister      | Pokalsieger      | Vizepokalsieger           |
| 1992/93 | 24         | HK Dynamo Moskau | HK Lada Toljatti | −                | −                         |
| 1993/94 | 24         | HK Lada Toljatti | HK Dynamo Moskau | HK Lada Toljatti | HK Dynamo Moskau          |
| 1994/95 | 28         | HK Dynamo Moskau | HK Lada Toljatti | −                | −                         |
| 1995/96 | 28         | HK Lada Toljatti | HK Dynamo Moskau | HK Dynamo Moskau | HK Metallurg Magnitogorsk |